# Eduardo Jiguchi
Eduardo Jiguchi (Santa Cruz de la Sierra, 24 augustus 1970) is een voormalig Boliviaans voetballer, die speelde als verdediger. Hij beëindigde zijn actieve loopbaan in 2007 bij de Boliviaanse club Club San José.

## Clubcarrière
Jiguchi begon zijn professionele loopbaan in 1988 bij Oriente Petrolero en kwam daarnaast onder meer uit voor Club Bolívar, Club Destroyers en The Strongest. Met Oriente Petrolero won hij eenmaal de Boliviaanse landstitel: 1990.

## Interlandcarrière
Jiguchi speelde in totaal achttien interlands voor Bolivia in de periode 1991-2002. Onder leiding van bondscoach Ramiro Blacutt maakte hij zijn debuut op 14 juni 1991 in de vriendschappelijke thuiswedstrijd tegen Paraguay (0-1), net als José Luis Medrano, Julio César Baldivieso, Modesto Molina en Juan Berthy Suárez. Jiguchi nam met Bolivia deel aan drie edities van de strijd om de Copa América: 1991, 1997 en 2001.

## Erelijst
Oriente Petrolero
- Liga de Boliviano

1990
 Club Bolívar
- Liga de Boliviano

1992, 1994, 1996, 1997
 The Strongest
- Liga de Boliviano

2003, 2004
 Club San José
- Liga de Boliviano

2007